# Khnichet
Khnichet (arabiska: الخنيشات) är en ort i Marocko, som i folkräkningen räknas som stad i landskommunen med samma namn. Den ligger i provinsen Sidi Kacem och regionen Rabat-Salé-Kénitra, 120 km öster om huvudstaden Rabat. Antalet invånare var 10 295 vid folkräkningen 2014.